# Alpes uraneses
Los Alpes uraneses (del francés: Alpes uranaises); en alemán: Urner Alpen, también conocidos como los Alpes de Uri, son una cordillera en el centro de Suiza en la parte occidental de los Alpes. Se extienden hasta los cantones de Obwalden, Valais, Lucerna, Berna, Uri y Nidwalden y están rodeados por los Alpes berneses al oeste, los Alpes lepontinos al sur y los Alpes de Glaris al este.
Los Alpes uraneses se componen de dos grupos distintos, separados por el paso de Susten. El macizo Dammastock en el sur es la parte con mayor glaciar, mientras que la parte septentrional, que culmina en el Titlis, tiene cumbres más bajas pero de mayor extensión.
El grupo meridional del paso de Susten forma la cadena que divide entre las vertientes del Aar (oeste) de aquellas del Reuss. Además una pequeña proporción de la cordillera (suroeste) se encuentra en la cuenca del Ródano. Esta parte queda enteramente dentro del valle del glaciar del Ródano. Este grupo forma una masa compleja, que incluye cuatro crestas considerables y alcanza su máxima altitud en el Dammastock y el Galenstock. El grupo comprende cuatro sierras casi paralelas que van en dirección norte-noroeste y sursureste. Eso forma el límite oriental del valle de Hasli, que alcanza 3.383 metros en Tieralplistock, desde donde se extiende al nornoroeste hasta el Mährenhorn y al sur hasta el Gärstenhörner. 

Alpes centrales (los Alpes uraneses están marcados con el nombre en francés, Alpes uranaises)

Las principales cumbres de los Alpes uraneses son las siguientes:
| - 1. Dammastock, 3630 m - 2. Schneestock, 3608 m - 3. Rhonestock, 3596 m - 4. Galenstock, 3586 m - 5. Eggstock, 3583 m - 6. Tiefenstock, 3515 m - 7. Sustenhorn, 3503 m - 8. Hinter Tierberg, 3447 m - 9. Gwächtenhorn, 3420 m - 10. Mittlerer Tierberg, 3418 m - 11. Fleckistock, 3416 m - 12. Maasplanggstock, 3401 m - 13. Wysse Nollen, 3398 m - 14. Diechterhorn, 3389 m - 15. Tieralplistock, 3382 m - 16. Chli Sustenhorn, 3318 m - 17. Vorderes Sustenlimihorn, 3316 m - 18. Stucklistock, 3308 m - 19. Gletschhorn, 3305 m | - 20. Titlis, 3238 m - 21. Rorspitzli, 3220 m - 22. Sidelenhorn, 3217 m - 23. Gwächtenhorn, 3214 m - 24. Brunnenstock, 3210 m - 25. Chüeplanggenstock, 3207 m - 26. Gross Bielenhorn, 3207 m - 27. Voralphorn, 3203 m - 28. Winterstock, 3203 m - 29. Chelenalphorn, 3202 m - 30. Gross Griessenhorn, 3202 m - 31. Gross Spannort, 3198 m - 32. Hinteres Sustenlimihorn, 3194 m - 33. Gärstenhörner, 3189 m - 34. Limistock, 3189 m - 35. Tällistock, 3185 m - 36. Rotstock, 3183 m - 37. Hoch Horefellistock, 3175 m - 38. Gross Furkahorn, 3169 m - 39. Winterberg, 3167 m | - 40. Chli Spannort, 3140 m - 41. Hinter Schloss (Schlossberg), 3132 m - 42. Steinhüshorn, 3121 m - 43. Chilchlistock, 3114 m - 44. Krönten, 3107 m - 45. Hintere Gelmerhörner, 3100 m - 46. Vorderer Tierberg, 3091 m - 47. Zwächten, 3078 m - 48. Lochberg, 3074 m - 49. Müeterlishorn, 3066 m - 50. Wendenstöcke, 3042 m - 51. Blauberg, 3039 m - 52. Triftstöckli, 3035 m - 53. Klein Titlis, 3028 m - 54. Klein Furkahorn, 3026 m - 55. Wendenhorn, 3023 m - 56. Spitzli, 3011 m - 57. Bächenstock, 3008 m - 58. Reissend Nollen, 3003 m |